# Frencheska Farr
Marie Frencheska Mae Farr (9 de septiembre de 1992, Las Piñas), conocida artísticamente como Frencheska Farr. Es una cantante pop, r&b, modelo y actriz filipina. Es la estrella campeona, junto con Geoff Taylor.

## Biografía
Farr nació en Las Piñas, Filipinas, estudiando Estudios Internacionales en su primer curso, graduándose en el St. Paul College de Parañaque. Su padre es de ascendencia británica.
Ganó y fue denominada como la Next Big Star Mujer, junto con Geoff Taylor como el hombre Next Big Star; y ganó un millón de pesos, unidad de condominio de Avida, un contrato de gestión de Artista Centro de GMA y un contrato de grabación de expedientes en GMA. Después de ganar se inició en la televisión en diversos programas y espectáculos, apareciendo en la serie Christmaserye difundida por la red de GMA, en Sana Ngayong Pasko. También fue incluida en la serie SOP. También fue parte de la Banda Oke, donde se incluyó junto con sus compañeros de You Are The Next Big Star batchmates, Geoff Taylor y Jay Perillo. En la industria del cine, Farr superó a otras actrices participando en la película musical filipina, Emir.
Farr es actualmente considerada en el programa de variedades musicales de la nueva red de GMA, como el Partido Pilipinas.

## Filmografía

### Televisión
| Año       | Título                                          | Personaje                          | Canal       |
| 2009      | Are You the Next Big Star?                      | ella Misma / ganadora              | GMA Network |
| 2009      | Sana Ngayong Pasko                              | Cheska                             | GMA Network |
| 2009-2010 | SOP                                             | ella misma / intérprete            | GMA Network |
| 2009-2010 | BandaOke: Rock n' Roll to Millions!             | Herself / One of the BandaOke band | GMA Network |
| 2010-2013 | Party Pilipinas                                 | ella misma / intérprete            | GMA Network |
| 2015      | Second Chances                                  | Dr. Penny Ampil                    | GMA Network |
| 2015      | Because of You                                  | Molly                              |             |
| 2015      | Maynila: Love vs Dreams                         | Angely                             |             |
| 2015      | Pari 'Koy                                       | Miriam                             |             |
| 2015      | Magpakailanman: The Roland "Bunot" Abante Story | Lising                             |             |
| 2016      | Alamat Season 2                                 | ??                                 | GMA Network |
| 2016      | Dishkarte of the Day                            | ella misma / invitada              | GMA News TV |
| 2016      | Just Duet                                       | ella misma / intérprete            | GMA Network |

### Películas
| Año  | Título          | Rol               | Traje de película |
| 2010 | Emir            | Amelia Florentino | -                 |
| 2012 | P.S. I Love You | Sarah             |                   |
| 2012 | 143             |                   |                   |
| 2014 | After Class     |                   |                   |

## Premios y logros
| Año  | Críticas                                   | Categoría                             | Resultados |
| 2011 | ENPRESS Golden Screen Awards               | Actuación Revelación de actriz (Emir) | ganó       |
| 2011 | Asia Model Festival                        | Mejor Modelo femenino                 | ganó       |
| 2010 | 41st GMMSF Box-Office Entertainment Awards | Artista Más Prometedora / Cantante    | ganó       |
| 2009 | Are You the Next Big Star?                 | The Next Female Big Star              | ganó       |